# Morbidity Triumphant
Morbidity Triumphant è un album studio del gruppo death metal Autopsy, pubblicato nel 2022 dalla Peaceville Records.

## Tracce
1. Stab the Brain - 3:15
2. Final Frost - 4:09
3. The Voracious One - 4:27
4. Born in Blood - 3:48
5. Flesh Strewn Temple - 4:01
6. Tapestry of Scars - 4:57
7. Knife Slice, Axe Chop - 2:49
8. Skin by Skin - 4:09
9. Maggots in the Mirror - 1:43
10. Slaughterer of Souls - 4:27
11. Your Eyes Will Turn to Dust - 3:41

## Formazione
- Chris Reifert - voce principale, batteria
- Danny Coralles - chitarra
- Eric Cutler - chitarra, voce secondaria
- Greg Wilkinson - basso